# 村山インターチェンジ
村山インターチェンジ（むらやまインターチェンジ）は、山形県村山市にある東北中央自動車道のインターチェンジである。

## 歴史
- 2007年（平成19年）9月29日 : 東根 - 尾花沢の事業着手[1]。
- 2021年（令和3年）11月17日 : IC名称が「村山IC」で正式決定[2]。
- 2022年（令和4年）10月29日 : 東根北IC - 村山本飯田IC間開通に伴い、供用開始[3][4]。

## 周辺
- 国道13号
- 道の駅むらやま
- ヤマザワ村山駅西店
- 村山駅(山形新幹線·奥羽本線)
- 村山市役所
- 山形県警察村山警察署

## 接続する道路
- 山形県道25号寒河江村山線

## 隣
E13 東北中央自動車道
(18) 東根北IC - (19) 村山IC - (20-1) 村山名取IC（山形方面出入口のみのハーフIC） - (20-2) 村山本飯田IC（新庄方面出入口のみのハーフIC）